# Billy-sur-Oisy
Billy-sur-Oisy is een gemeente in het Franse departement Nièvre (regio Bourgogne-Franche-Comté) en telt 414 inwoners (2009). De plaats maakt deel uit van het arrondissement Clamecy.

## Geografie
De oppervlakte van Billy-sur-Oisy bedraagt 26,1 km², de bevolkingsdichtheid is 15,5 inwoners per km².
De onderstaande kaart toont de ligging van Billy-sur-Oisy met de belangrijkste infrastructuur en aangrenzende gemeenten.

## Demografie
Onderstaande figuur toont het verloop van het inwonertal (bron: INSEE-tellingen).